# Выборы губернатора Сахалинской области (2015)
Досрочные выборы губернатора Сахалинской области состоялись в Сахалинской области 13 сентября 2015 года в единый день голосования. Срок полномочий губернатора — пять лет.
На 1 июля 2015 года в Сахалинской области было зарегистрировано 384 332 избирателя.

## Предшествующие события
Последние прямые выборы губернатора прошли в Сахалинской области в декабре 2003 года. На них во втором туре победил Иван Малахов.
7 августа 2007 года указом президента России Владимира Путина Малахов был отстранён от должности губернатора. Временно исполняющим обязанности был назначен Александр Хорошавин. 9 августа 2007 года депутатами Сахалинской областной думы он был утверждён на пост губернатора. 9 августа 2011 года по представлению президента России Дмитрия Медведева был вновь наделён полномочиями губернатора Сахалинской области, а 11 августа того же года вступил в должность на второй срок.
4 марта 2015 года Хорошавин был задержан по подозрению в получении взятки. 25 марта Хорошавин, находясь в СИЗО, был снят с должности указом Президента РФ с формулировкой «в связи с утратой доверия Президента Российской Федерации». Временно исполняющим обязанности губернатора до досрочных выборов назначен губернатор Амурской области Олег Кожемяко.

## Ключевые даты
- 11 июня 2015 года Сахалинская областная дума назначила выборы на 13 сентября 2015 года (единый день голосования)[4]
  - 16 июня постановление о назначении выборов опубликовано в СМИ[4]
- 16 июня опубликован расчёт числа подписей, необходимых для регистрации кандидата[5]
- с 17 июня по 24 июля — период выдвижения кандидатов[4]
  - агитационный период начинается со дня выдвижения кандидата и прекращается за одни сутки до дня голосования
- с 24 по 29 июля — представление документов для регистрации кандидатов (к заявлениям должны прилагаться листы с подписями муниципальных депутатов)[4]
- с 15 августа по 11 сентября — период агитации в СМИ[4]
- 12 сентября — день тишины
- 13 сентября — день голосования

## Выдвижение и регистрации кандидатов

### Право выдвижения
Губернатором Сахалинской области может быть избран гражданин Российской Федерации, достигший возраста 30 лет.
В Сахалинской области кандидаты выдвигаются только политическими партиями, имеющими в соответствии с федеральными законами право участвовать в выборах. Самовыдвижение не допускается.

### Муниципальный фильтр
1 июня 2012 года вступил в силу закон, вернувший прямые выборы глав субъектов Российской Федерации. Однако был введён так называемый муниципальный фильтр. Всем кандидатам на должность главы субъекта РФ (как выдвигаемых партиями, так и самовыдвиженцам), согласно закону, требуется собрать в свою поддержку от 5 % до 10 % подписей от общего числа муниципальных депутатов и избранных на выборах глав муниципальных образований, в числе которых должно быть от 5 до 10 депутатов представительных органов муниципальных районов и городских округов и избранных на выборах глав муниципальных районов и городских округов. Муниципальным депутатам представлено право поддержать только одного кандидата.
В Сахалинской области кандидаты должны собрать подписи 10 % муниципальных депутатов и глав муниципальных образований. Среди них должны быть подписи депутатов районных и городских советов и (или) глав районов и городских округов в количестве 10 % от их общего числа. Кроме того, кандидат должен получить подписи не менее чем в трёх четвертях районов и городских округов. По расчёту избиркома, каждый кандидат должен собрать от 36 до 38 подписей депутатов всех уровней и глав муниципальных образований, из которых от 32 до 34 — депутатов райсоветов и советов городских округов и глав районов и городских округов не менее чем 14 районов и городских округов области.

### Кандидаты в Совет Федерации
С декабря 2012 года действует новый порядок формирования Совета Федерации. Так каждый кандидат на должность губернатора при регистрации должен представить список из трёх человек, первый из которых, в случае избрания кандидата, станет сенатором в Совете Федерации от правительства региона.

## Кандидаты
| Кандидат         | Должность (на момент выдвижения) | Партия выдвижения      | Статус                     | Кандидаты в Совет Федерации                          |
| ---------------- | --- | ---------------------- | -------------------------- | ---------------------------------------------------- |
| Владимир Гоппе   | первый замгендиректора по эксплуатации дорожных машин и механизмов ООО «Сахалинская транспортная инвестиционная компания»                         | Яблоко                 | зарегистрирован            | Нина Бых Вениамин Пак Игорь Пименов                  |
| Виктор Довгенко  | гендиректор ООО «Скарлет» | Трудовая партия России | отказано в регистрации     |                                                      |
| Светлана Иванова | помощник депутата Госдумы Геннадия Зюганова по работе в Сахалинской области, депутат Сахалинской областной думы                                   | КПРФ                   | зарегистрирован            | Валерий Белоусов Галина Василенко Галина Подойникова |
| Владимир Кайдаш  | пенсионер | Родина                 | отказано в регистрации     |                                                      |
| Олег Кожемяко    | врио губернатора Сахалинской области | Единая Россия          | зарегистрирован            | Лариса Корниенко Александр Мацук Дмитрий Мезенцев    |
| Андрей Кузьмин   | временно не работающий | За женщин России       | выбыл по личному заявлению |                                                      |
| Олег Лопатка     | коммерческий директор ООО «Арком» | РОС                    | отказано в регистрации     |                                                      |
| Сергей Нечунаев  | помощник депутата Госдумы Сергея Фургала по работе в Сахалинской области, депутат Собрания муниципального образования городской округ «Долинский» | ЛДПР                   | зарегистрирован            | Сергей Карпов Дмитрий Флеер Александр Юдин           |
| Эдуард Таран     | депутат Сахалинской областной думы, зампредседателя комитета по социальной политике                                                               | Справедливая Россия    | зарегистрирован            | Владимир Иовец Александр Колодкин Степан Рудак       |

## Итоги выборов
| Место                       | Место                       | Кандидат                    | Партия                      | Голосов | %       |
| --------------------------- | --------------------------- | --------------------------- | --------------------------- | ------- | ------- |
|                             | 1.                          | Олег Кожемяко               | Единая Россия               | 97 859  | 67,80 % |
|                             | 2.                          | Светлана Иванова            | КПРФ                        | 29 249  | 20,27 % |
|                             | 3.                          | Эдуард Таран                | Справедливая Россия         | 6461    | 4,48 %  |
|                             | 4.                          | Сергей Нечунаев             | ЛДПР                        | 3762    | 2,61 %  |
|                             | 5.                          | Владимир Гоппе              | Яблоко                      | 2686    | 1,86 %  |
| Недействительных бюллетеней | Недействительных бюллетеней | Недействительных бюллетеней | Недействительных бюллетеней | 4309    | 2,99 %  |
| Всего                       | Всего                       | Всего                       | Всего                       | 144 326 | 100 %   |
|                             |                             |                             |                             |         |         |
| Действительных бюллетеней   | Действительных бюллетеней   | Действительных бюллетеней   | Действительных бюллетеней   | 140 017 | 97,01 % |
| Явка                        | Явка                        | Явка                        | Явка                        | 144 326 | 37,53 % |
| Общее число избирателей     | Общее число избирателей     | Общее число избирателей     | Общее число избирателей     | 384 549 |         |